# Линденштрассе (телесериал)
Линденштрассе (нем. Lindenstraße, Липовая улица) — самая первая немецкая мыльная опера, выходившая еженедельно с декабря 1985 по март 2020 года. 30 января 2005 года в эфир вышла 1000-я серия сериала. На всё время показа вышло 1758 серий.

## Сюжет
Сериал повествует о ежедневных проблемах нескольких семей, проживающих на одноимённой улице, и затрагивает многие острые проблемы общества. По сложившейся традиции действия в сериале происходят по четвергам, за исключением так называемых «праздничных» рождественских и пасхальных серий.

## Актеры, роли, годы
- Андреа Шпацек: Габриэле «Габи» Зенкер 1985—2020 гг.
- Иоахим Герман Люгер: Ганс Беймер 1985—2018 гг.
- Мария-Луиза Маржан: Хельга Беймер 1985—2020 гг.
- Мориц А. Сакс: Клаус Беймер 1985—2020 г.
- Кристиан Кахрманн: Бенджамин «Бенни» Беймер 1985—1993 гг.
- Людвиг Хаас: доктор Людвиг Дресслер 1985—2019 г.
- Гермес Ходолидис: Василий Сарикакис 1985—2020 гг.
- Сибилль Ваури: Таня Шильдкнехт 1985—2020 гг.
- Аморн Сурангканджанаджай: Гунг Пхам Киен 1985—2020 г.
- Домна Адамопулу: Елена Сарикакис 1985—2015 г.
- Георг Уекер: доктор Карстен Флётер 1986—2020 г.г.
- Ирен Фишер: Анна Циглер 1987—2020 г.г.
- Юлия Старк: Сара Циглер 1987—2016 г.
- Иоганнес Шайт: Том Циглер 1989—2013, 2018 г.г.
- Тиль Швайгер: Йосуха «Джо» Зенкер 1990—1992 гг.
- Джо Боллинг: Андреас «Энди» Зенкер 1990—2020 гг.
- Ребекка Зимонейт-Барум: Ифигения «Иффи» Зенкер 1990—2020 гг.
- Кнут Хинц: Ханс-Иоахим «Хайо» Шольц 1990—2016 гг.
- Анна Новак: Уршула Виницки 1990—2009 гг.
- Сонтье Пеплоу: Лиза Дагделен 1991—2020 гг.
- Билл Мокридж: Эрих Шиллер 1991—2015 г.
- Вилли Херрен: Оливер «Олли» Клатт 1992—2007 гг.
- Мориц Цильке: Мориц «Момо» Шперлинг 1992—2017 г.г.
- Гарри Роволт: Хартмут «Гарри» Реннеп 1995—2013 г.г.
- Клаус Вензон: Georg «Käthe» Eschweiler 1996—2016
- Сара Турчетто: Марселла Варезе 1997—2020 гг.
- Доминик Куше: Софи Циглер 1998—2015 г.
- Анна-София Клаус: Леа Старк 2004—2020 г.г.
- Эркан Гюндюз: Мурат Дагделен 1999—2020 г.
- Ян Грюниг: Мартин «Мюрфель» Циглер 1999—2017 г.г.
- Биргитта Вайценеггер: Инес Клинг 1999—2013 гг.
- Сюзанна Эверс: Сюзанна «Санне» Рихтер 2000—2009 гг.
- Жизель Веско: Хильдегард «Хильда» Шольц #2 2000—2011 г.
- Йорис Гратволь: Александр «Алекс» Беренд 2000—2020 гг.
- Улрике Ц. Цхарре: Marion Beimer #2 2001—2006 г.
- Косима Виола: Jaqueline «Jack» Aichinger 2001—2020 г.
- Гуннар Солка: Петер «Лотти» Лоттманн 2004—2020 г.г.
- Урс Виллигер: Юлиан Хаген 2005—2008 гг.
- Аня Антонович: Настя Пашенко 2005—2011 гг.
- Сюзанна Капурсо: Сабрина Шольц 2005—2012 гг.
- Тони Снетбергер: Винченцо «Энцо» Бухштаб 2006—2016 гг.
- Даниэла Бетте: Анджелина Бухштаб 2007—2020 г.
- Джереми Мокридж: Николай «Нико» Зенкер #2 2007—2010
- Дженнифер Стеффенс: Сандра Лёмер 2008—2013 г.
- Филипп Зоннтаг: Адольф «Ади» Штадлер 2008—2017 гг.
- Катарина Витца: Антония «Тони» Зенкер 2008—2020 г.г.
- Кристиан Рудольф: Джими Стадлер 2008—2011 г.г.
- Таня Фрехзе: Мария Штадлер 2008—2012
- Клара Дольни: Йозефина «Йози» Штадлер 2008—2013 г.г.
- Синтия Козима: Каролина «Каро» Штадлер 2008—2012 г.
- Михаил Шмиттер: доктор Эрнесто Штадлер 2009—2012 гг.
- Изабелл Бреннер: Штефани «Штеффи» Кунц 2009—2010 г.
- Жорди Видаль: Симон Шильдкнехт #2 2012—2013 г.
- Валентин Шрайер: Бен Хофер 2012—2014 г.
- Сара Мазух: доктор Айрис Брукс 2012—2020 г.
- Грета Шорт: Лара Брукс 2012—2018 г.
- Трикси Янсон: Мила Пащенко #2 2013—2020
- Йохан К.: Симон Шильдкнехт #3 2014—2020 г.
- Янник Шармвебер: Николай «Нико» Зенкер #3 2015—2020 г.
- Мартин Вальде: Марек «Солнышко» Зеллинг 2016—2020 г.г.
- Мохаммед Исса: Джамал Баккуш #1 2016—2017 г.
- Дунья Догмани: Нейла Баккуш 2017—2020 г.г.
- Аарон Руфер: Джамал Баккуш #2 2017—2020 г.
- Аксель Хольст: Роланд Ландманн 2017—2020 г.
- Арне Рудольф: Константин Ландманн 2017—2020 г.
- Феликс Максимилан: Йоханнес Дистль 2018—2020

## Производство
Съёмки сериала проходили в Кёльне на территории телекомпании WDR. В качестве фасадов зданий использовались специально выстроенные декорации, а съёмки в помещениях проходили в студии телекомпании.

## Награды и премии
- 1989 — Премия Bambi за «реалистичное представление немецкой повседневной жизни».
- 1998 — Goldene Kamera в номинации «Самый успешный телесериал на немецком телевидении».
- 2001 — Adolf-Grimme-Preis в специальной номинации, вручена продюсеру сериала Хансу Гайсендёрферу.